# Майкъл Есиен
Майкъл Коджоу Есиен (на английски: Michael Kojo Essien или Mickaël Essiene) е бивш ганайски футболист. Играе на позицията централен полузащитник.
Известен е със своята работоспособност на терена и колективна игра. Най-добре се чувства, когато играе дефанзивна роля и помага на защитниците. Притежава много силен и прецизен шут и благодарение на него е вкарвал редица красиви гола от далечно разстояние. Есиен е една от звездите на националния отбор по футбол на Гана.

## Клубна кариера
Майкъл Есиен започва своята кариера в родния си клуб Либерти Профешанълс. Още като юноша привлича вниманието със своя талант. Звездата му изгрява на Световното първенство до 17 години в Нова Зеландия през 1999 година. Тогава той е забелязан от европейски скаути и не след дълго пристига на Стария континент.

### Бастия
През юли 2000 година, френския професионален клуб Бастия подписва с Есиен. В началото не може да се утвърди като титуляр. Не могат да му намерят точно място на терена и го пробват на всички позиции в защитата. Той, обаче не се чувства комфортно в защитния вал на отбора, от което страда и играта му. Шансът се открива пред него, когато един от титулярните халфове се контузва и той трябва да го замести в средата на терена. Есиен играе много по-уверено в тази си роля и добрите отзиви за играта му незакъсняват. Той е в основата на успехите на Бастия през сезон 2002/2003, когато се класират за Купата на УЕФА. Големите отбори във Франция започват все по-упорито да се опитват да го привлечат в редиците си.

### Олимпик Лион
Няколко оферти постъпват в офиса на Бастия. Най-добрата идва от ПСЖ, но Есиен предпочита да подпише с Олимпик Лион. Възходът на неговата кариера продължава. Играе по-дефанзивна роля и там намира най-силната си позиция на терена. Печели третата и четвъртата шампионска титла за Лион във френската Лига 1.
Лион се оказва тесен вече за ганайския национал и големите отбори от Европа започват да следят изявите му. Веднага на сцената излиза Челси, като тогавашния мениджър на тима Жозе Моуриньо настоява Есиен да бъде привлечен в състава. Започва една дълга сага, в която от Олимпик Лион неискат да пуснат играча, а самия той настоява да бъде трансфериран в английския клуб. Накрая се стига до споразумение, а цената за която се договарят двата клуба е 38 млн. евро. Това прави ганаеца най-скъпия трансфер на клуба от Стамфорд Бридж.

### Челси
На 19 августМайкъл Есиен официално подписва договор с тогавашния шампион на Англия Ф.К. Челси. С трансферната си сума от 38 милиона евро, той чупи рекорда за най-скъп играч на клуба. Само два дни по-късно, на 21 август, Есиен прави своя дебют срещу Арсенал. Избира да носи фланелка с номер 5 на гърба. Жозе Моуриньо неведнъж изказва своето възхищение от работоспособността на играча, самообладането му и доброто му подаване. Португалският мениджър го налага като титуляр в схемата на отбора, а двамата с Франк Лампард си пасват добре и формират страхотна двойка в центъра на терена.
Есиен отбелязва първия си гол за тима през март 2006, когато се разписва при победата над Тотнъм Хотспър с 2 – 1 в градско дерби. Вторият му гол идва месец по-късно – тогава той вкарва на Евертън след мощен шут. До края на своя първи сезон на Острова той вкарва още две попадения. Идването на Михаел Балак и Джон Оби Микел засилват конкуренция за поста централен полузащитник, но бладогарение на добрите си изяви, Есиен защитава по най-добрия начин своето място сред титулярните единайсет.
През сезон 2006/2007 Майкъл Есиен продължава да играе важна роля в отбора. Освен че е един от играчите, които са несменяеми титуляри и участват във всяка една минута от срещите, той допринася много за стабилността на тима в средата на терена. Изпълнява своите задача в дефанзивен план, а това дава възможност на Франк Лампард да взема по-дейно участие в атакуващ план. Въпреки, това ганаеца има няколко решаващи гола. Такива са например изравнителния гол през 10 декември 2006 в мач срещу Арсенал, завършил 1 – 1. Също така и късния му гол, оказал се победен в четвъртфинална среща с Валенсия на стадион Местая в Шампионската лига, завършила с победа за Челси с 2 – 1.
На 15 май 2006 Есиен е избран за играч на Челси за сезон 2005/2006, като за първи път този приз печели африкански футболист. Неговият изравнителен гол срещу Арсенал за 1 – 1 в шампионатна среща, печели наградата за най-красив гол на сезона, вкаран от играч на Челси.
На 13 август 2007, Есиен вкарва победния гол за успеха на своя отбор над Бирмингам Сити с 3 – 2. Това е първият гол на футболиста за сезон 2007/2008. С тази победа Челси подобрява рекорда за най-много шампионатни мачове без загуба като домакин, като надминават постижението на Ливърпул от 63 срещи.
В края на 2008 се контузва тежко и отсъства шест месеца от терените. След контузията, Микаел се завръща с фамозен гол от воле в мача срещу Барселона от Шампионската лига.

### Реал Мадрид
На 31 август 2012 г. часове преди да се затвори трансферният прозорец преминава в отбора на Реал Мадрид под наем за срок от една година с опция за закупуване.
На 3 ноември в мач от 10-ият кръг на Примера дивисион срещу отбора на Сарагоса вкарва и първия си гол с екипа на Реал Мадрид

### Милан
През януари 2014 г. подписва с италианския Милан до лятото на 2015 година.